# Avertizarea (film din 2002)
Avertizarea (în engleză The Ring) este un film de groază supranatural american din 2002 regizat de Gore Verbinski și scris de Ehren Kruger.  Cu Naomi Watts, Martin Henderson, David Dorfman și Brian Cox, filmul se concentrează pe Rachel Keller (Watts), un jurnalist care descoperă o casetă video blestemată care îi face pe cei care au vizionat-o să moară șapte zile mai târziu. Este un remake a filmului lui Hideo Nakata din 1998 Avertizarea (Ring), bazat pe romanul din 1991 de  Koji Suzuki.

## Rezumat
Katie și Becca discută despre o legendă urbană despre o casetă video blestemată care face ca oricine o vede să moară într-o săptămână. În acea noapte, Katie, care a vizionat-o cu o săptămână în urmă împreună cu prietenii ei, este ucisă de o forță nevăzută.
La înmormântarea lui Katie, mama ei o roagă pe sora ei Rachel, o jurnalistă din Seattle, să investigheze moartea fiicei sale.  Rachel descoperă că prietenii lui Katie au murit toți în accidente bizare, în același timp cu moartea lui Katie. Rachel vizitează Shelter Mountain Inn, unde Katie și prietenii ei au văzut caseta.  Ea găsește și vede caseta;  conține imagini ciudate și înfricoșătoare. Apoi primește un apel telefonic de la un apelant necunoscut care șoptește „Șapte zile”. Deși inițial sceptică, Rachel începe rapid să experimenteze evenimente supranaturale legate de casetă.
Rachel recrutează ajutorul fostului ei soț Noah, analist video. El vede caseta și Rachel îi face o copie. Ea identifică o femeie pe bandă: crescătoarea de cai Anna Morgan, care s-a sinucis după ce unii dintre caii ei s-au înecat în largul insulei Moesko.  Aidan, fiul de 8 ani al lui Rachel și Noah, urmărește caseta. Aidan posedă și abilități supranaturale, pe care le folosește pentru a ajuta la investigația lui Rachel.
Rachel se îndreaptă spre Insula Moesko pentru a vorbi cu văduvul Annei, Richard, în timp ce Noah călătorește la Spitalul de Psihiatrie Gale pentru a vedea dosarele medicale ale Annei.  Rachel descoperă că Anna a adoptat o fată, Samara, care poseda capacitatea de a gravarea psihică imagini pe obiecte și în mintea oamenilor, chinuindu-și părinții și caii lor. Noah găsește un dosar psihiatric despre Samara care menționează o înregistrare video terifiantă văzută ultima oară de Richard.
Întorcându-se la casa Morgan, Rachel găsește un certificat de naștere fals care dovedește că Samara nu este copilul biologic al lui Richard și Anna. Ea descoperă și videoclipul dispărut, în care Samara își explică puterile în timpul unei ședințe de terapie.  Richard insistă că Samara este rea și se sinucide electrocutându-se.  Noah și Rachel găsesc o mansardă în hambar, pe care soții Morgan o foloseau pentru a o izola pe Samara de ei înșiși și de lumea exterioară. Există o imagine a unui copac în spatele tapetului;  Rachel îl recunoaște ca pe un copac la Shelter Mountain Inn.
Se întorc la Shelter Mountain Inn, dus la o fântână de sub podea.  Rachel cade înăuntru și are o viziune în care Anna o aruncă pe Samara în fântână, unde a supraviețuit timp de o săptămână.  Corpul Samarei iese la suprafață din apă. După ce Rachel este salvată, ei aranjează o înmormântare adecvată pentru Samara.
Întors acasă, Aidan o avertizează pe Rachel că a fost o greșeală să o ajute pe Samara. Rachel își dă seama că săptămâna lui Noah s-a încheiat;  Fantoma Samarei iese din ecranul televizorului și îl ucide. Inițial, incapabil să deducă de ce a fost cruțată, Rachel își dă seama că banda văzută de Noah era o copie creată de ea. Rachel îl salvează pe Aidan punându-l să facă o altă copie pentru a arăta altcuiva.  Aidan întreabă ce se va întâmpla cu persoana care vede copia, la care Rachel nu răspunde.

## Distribuție
- Naomi Watts – Rachel Keller
- Daveigh Chase – Samara Morgan
- Martin Henderson – Noah Clay
- David Dorfman – Aidan Keller
- Brian Cox – Richard Morgan
- Jane Alexander – Dr. Grasnik
- Amber Tamblyn – Katie Embry
- Lindsay Frost – Ruth Embry
- Rachael Bella – Rebecca "Becca" Kotler
- Shannon Cochran – Anna Morgan
- Richard Lineback – Innkeeper
- Pauley Perrette – Beth
- Sara Rue – Babysitter
- Sasha Barrese – adolescentă
- Adam Brody – Kellen (adolescentă #3)

## Producție
A intrat în producție fără un scenariu complet.